# Jumbo (éléphant)
Pour les articles homonymes, voir Jumbo.
Jumbo, né vers 1861 en Abyssinie et mort le 15 septembre 1885 à St. Thomas (Ontario), est un éléphant de savane d'Afrique qui a fait l’objet dans la presse d’un reportage comme on n’en avait jamais consacré à un animal sauvage, ce qui le rendit célèbre dans le monde entier. Il fut importé à la ménagerie du Jardin des plantes de Paris, puis transféré à un zoo de Londres en 1865 et enfin vendu en 1882 à Phineas Taylor Barnum pour son cirque, devenant partout la coqueluche du public.
Il mourut en 1885 à la suite d’une collision avec une locomotive. Son squelette a été donné à l'American Museum of Natural History. Jumbo fut longtemps la mascotte officielle de l'université Tufts. Célèbre de son vivant, il le resta après sa mort. Son nom est devenu synonyme de grande taille.

## Les prédécesseurs
Les éléphants d'origine africaine ont été extrêmement rares au cours de l'histoire en Europe, depuis le Moyen Âge. C'est ainsi qu'en 1255, saint Louis en envoya un à Henri III d'Angleterre, qui resta jusqu'à sa mort dans la ménagerie aménagée près de la tour de Londres. Des illustrations du XVe siècle, comme une gravure sur cuivre de Martin Schongauer (1450-1491), nous montrent un éléphant manifestement africain d'après ses oreilles. C'était un cadeau de Jean II de Portugal à l'empereur Frédéric III. Néanmoins, les sources écrites contemporaines restent contradictoires. Cet animal, qui apparaît entre autres aussi en 1499 dans la chronique de Johann Koelhoff le Jeune, doit avoir fait partie d'un troupeau que l'on promenait à travers les pays de langue allemande ; mais les rares sources écrites de l'époque sont si contradictoires que dans la littérature cet animal semble passer comme un fantôme. En 1591, les Dieppois offrirent un éléphant d'Afrique au roi Henri IV. En 1668, Louis XIV reçut lui aussi un éléphant femelle, d'origine africaine, cadeau venant du Portugal.

## Origine
Quand on le captura en Abyssinie, en 1861, c'était un jeune éléphant d'à peu près un an et d'environ un mètre de haut ; avec un congénère, il fut envoyé à Paris par le collectionneur bavarois Johann Schmidt et il fit partie de la ménagerie du Jardin des plantes. En 1865, atteignant une hauteur de 125 centimètres, il fut échangé contre un rhinocéros du zoo de Londres où il arriva le 26 juin.

## À Londres
C'est, dit-on, son gardien de Londres, Matthew Scott, qui a donné à Jumbo son surnom, lequel en swahili signifie « Bonjour ! » (Jambo). Depuis les années 1850 l'hippopotame Obaysch avait déjà fait augmenter le nombre de visiteurs. Au cours des seize années qui suivirent son arrivée, Jumbo devint une nouvelle attraction du jardin zoologique de Londres. Il atteignit la taille impressionnante de quatre mètres de hauteur et, pour le grand plaisir du public, il laissait les enfants monter sur son dos. On estime que pendant la période où il est resté à Londres il a porté plus d'un million d'enfants, parmi lesquels Winston Churchill et Theodore Roosevelt ainsi que d'innombrables héritiers des maisons princières de l'Europe. Les échos dans la presse étaient tels que Jumbo devint une vedette en Grande-Bretagne
Quand il atteignit sa maturité sexuelle Jumbo passa régulièrement dans un état qu'on appelle le musth et qui reste encore inexpliqué à ce jour : à ce moment-là des mâles normalement pacifiques peuvent devenir imprévisibles et même méchants. Jumbo cassait tout alors dans son écurie et ne laissait personne l'approcher à l'exception de son gardien Scott ; même Alice, l'éléphante qui était sa compagne, ne suscitait pas alors chez lui le moindre intérêt. On jugea donc qu'il était trop dangereux de continuer à lui faire porter des enfants et la direction prévit même que, si cela était nécessaire, il faudrait l'abattre.
C'est à ce moment-là que Phineas Taylor Barnum, le célèbre directeur de cirque américain, proposa à la direction du jardin zoologique de Londres de lui acheter Jumbo pour 10 000 dollars, une somme colossale pour l'époque ; vu la situation, on accepta, mais la nouvelle, diffusée par la presse, déchaîna toute la nation britannique. Des personnalités publiques, parmi lesquelles par exemple John Ruskin, engagèrent un procès où on examina la légalité du marché, et ce fut Barnum qui l'emporta

## En Amérique

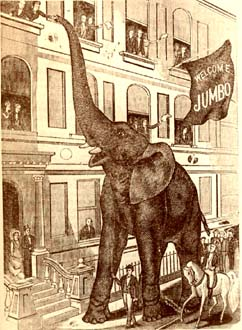
L'arrivée à New York.

Le 24 mars 1882 Jumbo partit en bateau pour New York sur l'Assyrian Monarch, et le 9 avril 1882, en compagnie de Matthew Scott, il foula le sol américain où une fanfare l'accueillit, une parade de cirque le conduisit par Broadway jusqu'au Madison Square Garden, entouré de milliers de New-Yorkais.
L'éléphant qu'avait acquis Barnum n'était absolument pas un jouet : contrairement aux éléphants d'Asie ceux d'Afrique sont difficiles à dresser, par exemple on ne peut rien leur apprendre. Et pourtant Barnum réussit, avec la seule présentation de l'énorme animal, à attirer environ neuf millions de personnes aux États-Unis et au Canada, au cours d'une tournée de trois ans. Il était présenté comme « Le très haut monarque de sa puissante race, telle que le monde n'en verra jamais plus ».

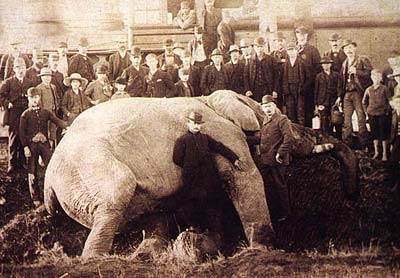
Jumbo, le jour de sa mort.

Cette tournée avec la Sangers Royal British Menagerie and le Grand International Alliede Shows – Barnum, Bailey and Hutchinson engloutit, surtout en raison de frais de transport, une somme en dollars à cinq chiffres ; Barnum faisait voyager Jumbo avec un éléphant nain surnommé Tom Pouce dans un wagon luxueux spécialement construit pour lui. Étant donné toutefois que Barnum se faisait bien payer pour laisser admirer l'animal géant et permettre aux enfants de le chevaucher, il réalisa avec Jumbo, dans l'espace de trois ans, un bénéfice d'un demi-million de dollars.
Le 15 septembre 1885 Jumbo se trouvait à la gare de St. Thomas en Ontario. En raison sans doute d'une erreur d'aiguillage à l'occasion d'un transbordement, il fut percuté par la locomotive d'un train de marchandises qui s'approchait. La locomotive avec deux wagons sortit des rails et Jumbo fut tué.

## Après sa mort
Barnum confia l'animal à des préparateurs et fit don du squelette au Muséum américain d'histoire naturelle de New York. Par le biais de son agent de Londres il obtint ensuite l'éléphante Alice et la présenta dans un spectacle itinérant en compagnie de Jumbo empaillé comme sa veuve en deuil. Il fonda à l'université Tufts, à Medford dans le Massachusetts, le Barnum Museum of Natural History, appelé Barnum Hall, où Jumbo fut définitivement installé à partir de 1889 et resta la mascotte des étudiants. Malheureusement le 14 avril 1975 un incendie éclata dans le hall Barnum, et la collection y brûla avec l'éléphant empaillé ; il reste un morceau de sa queue, toujours conservé à l'université Tufts.
La ville de St. Thomas a commémoré le séjour et le décès de Jumbo. À l'occasion du centenaire de son décès, en 1985, un monument grandeur nature de cet animal a été érigé au sommet d'une colline, à une centaine de mètres de la rue du Musée. La statue a été finalement relocalisée dans le terrain de stationnement du musée militaire Elgin, sur la rue Talbot et une exposition permanente est consacrée au célèbre pachyderme.

## Étymologie
Le terme français « bonjour » se traduit par Jumbo en swahili, terme que l'on peut également rapprocher de Jumbe, un titre de chef de village. Cet éléphant célèbre a donné son nom à de nombreux artéfacts et entreprises et a naturellement été repris pour désigner d'autres éléphants. Ce terme est devenu le synonyme de gros et grand. Par exemple les « jumbo jet », surnom du gros porteur Boeing 747. L'éléphant des dessins animés des studios Disney, appelé Dumbo, fait référence à ce nom, il est construit à partir de Dummy (nul) ou Dumb (idiot) et Jumbo.